# Првенство Србије у рагбију тринаест 2023.
Лига Републике Србије у рагбију тринаест 2023. било је 22. издање Лиге Србије у рагбију 13. 
Учествовало је осам српских рагби 13 клубова, а титулу су освојили тринаестичари Звезде, пошто су у финалу победили другове из Партизана. Тако су београдски, црвено-бели рагбисти, дошли до осме узастопне титуле државног првака Републике Србије.

## Списак учесника
- Земун
- Дорћол тигрови
- Херој Полет
- Раднички Нови Београд
- Раднички Ниш
- Морава Гепарди Лесковац
- Црвена звезда
- Партизан

## Табела
|   | Тим                     | ИГ | Д | Н | И | ПД  | ПП  | ПР   | ББ | Б  |  |
| - | ----------------------- | -- | - | - | - | --- | --- | ---- | -- | -- |  |
| 1 | Партизан Београд        | 7  | 6 | 0 | 1 | 306 | 86  | +220 | 12 | 24 |  |
| 2 | Звезда Београд          | 7  | 6 | 0 | 1 | 384 | 46  | +338 | 12 | 24 |  |
| 3 | Раднички Нови Београд   | 7  | 2 | 1 | 4 | 166 | 304 | -138 | 12 | 17 |  |
| 4 | Раднички Ниш            | 7  | 1 | 1 | 5 | 122 | 368 | -246 | 12 | 15 |  |
| 5 | Дорћол Београд          | 7  | 4 | 1 | 2 | 130 | 134 | -4   | 0  | 9  |  |
| 6 | Морава Гепарди Лесковац | 7  | 3 | 1 | 3 | 154 | 160 | -6   | 1  | 8  |  |
| 7 | Земун Београд           | 7  | 3 | 0 | 4 | 178 | 216 | -38  | 1  | 7  |  |
| 8 | Херој Полет Београд     | 7  | 0 | 0 | 7 | 6   | 164 | -158 | 1  | 1  |  |

Партизан је био бољи у лигашком делу, али је Звезда победила у финалу.
| Државни првак Републике Србије у рагбију 13 за 2023. годину.                          |
| ------------------------------------------------------------------------------------- |
| Рагби лига клуб Црвена звезда 8. титула државног првака Републике Србије у рагбију 13 |